# Журавка, Иван Герасимович
Иван Герасимович Журавка (04.08.1913, Волосское — 01.08.1999) — командир пулемётного расчёта 278-го стрелкового полка, сержант — на момент представления к награждению орденом Славы 1-й степени.

## Биография
Родился 23 июля 1913 года в селе Волосское Днепропетровского района Днепропетровской области. Украинец. Был трактористом в колхозе.
В Красной Армии в 1935—1937 и с 1944 года. На фронте в Великую Отечественную войну с мая 1944 года. Освобождал Западную Украину, Польшу, воевал на территории Германии. Форсировал реки Западный Буг, Вислу, Одер. Участвовал в Люблин-Брестской, Варшавско-Познанской, Восточно-Померанской и Берлинской операциях.
Наводчик станкового пулемёта 278-го стрелкового полка красноармеец Журавка 10 сентября 1944 года в бою близ железнодорожной станции Мендзылесе, поддерживая наступающую пехоту, поразил огневую точку, уничтожил до десяти солдат и снайпера противника.
Приказом командира 175-й стрелковой дивизии от 20 сентября 1944 года за мужество, проявленное в боях с врагом, красноармеец Журавка награждён орденом Славы 3-й степени.
Командир пулемётного расчёта Журавка в бою 20 октября 1944 года за безымянную высоту на правом берегу реки Висла юго-западнее населённого пункта Радзымин в числе первых ворвался в расположение врага, подавил две пулемётные точки, истребил свыше десяти противников.
Приказом по 47-й армии от 6 ноября 1944 года красноармеец Журавка награждён орденом Славы 2-й степени.
В боях с 14 по 19 апреля 1945 года при прорыве обороны противника на левом берегу реки Одер сержант Журавка подавил три пулемёта и поразил до взвода живой силы. Был тяжело ранен, но не покинул поле боя.
Указом Президиума Верховного Совета СССР от 31 мая 1945 года за мужество, отвагу и героизм, проявленные в борьбе с захватчиками, сержант Журавка Иван Герасимович награждён орденом Славы 1-й степени.
В октябре 1945 года старшина Журавка демобилизован. Работал слесарем на молочно-товарной ферме колхоза «Заря». Жил в городе Днепропетровск. Скончался 1 августа 1999 года. похоронен на кладбище села Ракшенка Днепропетровского района.
Награждён орденами Отечественной войны 1-й степени, Красной Звезды, Славы 1-й, 2-й и 3-й степени, медалями, в том числе «За отвагу» и «За боевые заслуги».